# Highland Mills
Highland Mills és una concentració de població designada pel cens dels Estats Units a l'estat de Nova York. Segons el cens del 2000 tenia 3.468 habitants.

## Demografia
Segons el cens del 2000, Highland Mills tenia 3.468 habitants, 1.196 habitatges, i 955 famílies. La densitat de població era de 774 habitants/km².
Dels 1.196 habitatges en un 47,5% hi vivien nens de menys de 18 anys, en un 66,3% hi vivien parelles casades, en un 10,5% dones solteres, i en un 20,1% no eren unitats familiars. En el 16,6% dels habitatges hi vivien persones soles el 4,3% de les quals corresponia a persones de 65 anys o més que vivien soles. El nombre mitjà de persones vivint en cada habitatge era de 2,9 i el nombre mitjà de persones que vivien en cada família era de 3,3.
Per edats la població es repartia de la següent manera: un 31,3% tenia menys de 18 anys, un 4,8% entre 18 i 24, un 32,6% entre 25 i 44, un 24,7% de 45 a 60 i un 6,6% 65 anys o més.
L'edat mediana era de 36 anys. Per cada 100 dones de 18 o més anys hi havia 88 homes.
La renda mediana per habitatge era de 80.581 $ i la renda mediana per família de 84.249 $. Els homes tenien una renda mediana de 62.281 $ mentre que les dones 37.857 $. La renda per capita de la població era de 30.257 $. Entorn de l'1,7% de les famílies i el 3% de la població estaven per davall del llindar de pobresa.